# XXXI Individual de Raspall
El XXXI Campionat Individual de Raspall Professional - Trofeu President de la Generalitat Valenciana tingué lloc entre setembre i novembre de la temporada del 2017 de pilota valenciana amb el patrocini de Bankia: a banda del guanyador de 2015 i 2016, Moltó de Barxeta, en esta edició participaren vint raspallers en total.
Esta edició començà el mateix dia que el XXXII Individual d'Escala i Corda i tingué el mateix format: una fase eliminatória prèvia en la qual deu aspirants —Brisca, Canari, Dorín, Jeffry, Josep, Mario, Moncho, Montaner, Néstor i Seve— es disputaren dos places per a la primera fase, en la qual entraren en competició Coeter II, Guadi, Guille, Miravalles, Pablo de Barxeta i Ricard de Castelló; els quatre classificats passaren als quarts de semifinals, on debutaren els caps de sèrie Ian, Marrahí i els dos finalistes de l'edició anterior, Sergio i Moltó, est últim candidat a guanyar el tercer individual consecutiu per a rebre la Feninde.
| E. | Figura     | Llinatges                   | Lloc d'origen         | Palmarés   |
| -- | ---------- | --------------------------- | --------------------- | ---------- |
| 25 | Moltó      | Alfonso Moltó Puertas       | Barxeta               | 1 2 sub-23 |
| 27 | Sergio     | Sergio Navarro Masip        | el Genovés            |            |
|    | Néstor     |                             |                       |            |
| 21 | Ian        | Ian Álvarez Tomàs           | Senyera               | 1 sub-23   |
| 32 | Miravalles | Rubén González Miravalles   | el Genovés            |            |
| 20 | Pablo      | Pablo Bertomeu Sanlorenzo   | Barxeta               | 3 sub-23   |
| 29 | Ricard     | Ricard Sentandreu Sebastián | Castelló de la Ribera | 1 sub-23   |
| 24 | Guadi      | Pepe Canet Vercher          | la Llosa de Ranes     | 1 1 sub-23 |
| 30 | Jeffry     | Jeffry Cervera Morell       | Pedreguer             |            |
|    | Brisca     | Sergi Garcia Sanjuan        | Oliva                 |            |
|    | Canari     |                             |                       |            |
|    | Dorín      |                             |                       |            |
|    | Josep      |                             |                       |            |
|    | Mario      |                             |                       |            |
|    | Moncho     |                             |                       |            |
|    | Montaner   |                             |                       |            |
|    | Seve       |                             |                       |            |
|    | Marrahí    |                             |                       |            |
|    | Guile      |                             |                       |            |
|    | Coeter II  |                             |                       |            |

Amb el trinquet de la Llosa de Ranes ple, Moltó guanyà primer al dau, però Ian l'igualà amb un joc net (10-10); el campió vigent —de roig— no s'encantà i, després d'anotar-ne un altre, estigué a punt de trencar el dau d'Ian remuntant un val net a dos, però l'aspirant —de blau— tornà a igualar a 15; llavors Ian trencà el dau a Moltó amb dos vals, s'avançà 15 per 20 i, amb la seua treta, guanyà la final amb autoritat.
Contra tot pronòstic, Ian pogué superar la pressió de disputar la seua primera final contra Moltó, encara que assegurava haver estat més nerviós quan li trencà el dau, jugada que precipità la partida a favor seu.